# Dualisme cartésien

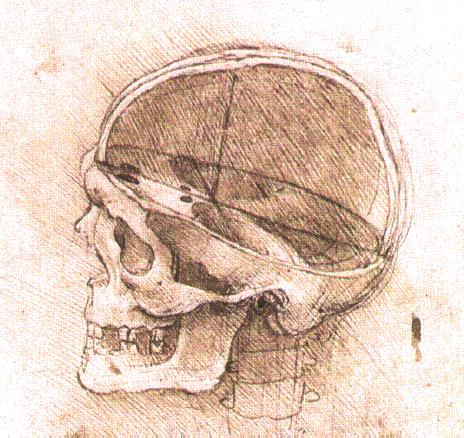
D'après Descartes, il existerait un esprit à part entière en relation étroite avec le corps, dont le point de contact avec ce dernier se situerait au niveau de la glande pinéale située dans les profondeurs du cerveau.

Le dualisme cartésien est la conception philosophique de Descartes concernant le rapport entre le corps et l'esprit. Descartes reconnaît l'existence de deux types de substance : l'esprit ou l'âme (res cogitans) et le corps (res extensa). Il considère également que chacune de ces deux substances interagit avec l'autre. Cette conception s'est révélée décisive dans la mesure où elle a placé au centre de la réflexion philosophique la question des relations entre les états mentaux et les états physiques. Bien qu'elle ait souvent servi de repoussoir aux philosophes qui ont relayé Descartes sur cette question, elle a aussi donné de manière durable sa configuration générale au problème, notamment en philosophie de l'esprit.

## Thèses principales

### Hétérogénéité et interaction
Le dualisme cartésien est un dualisme de la substance ainsi qu'un dualisme interactionniste. Descartes accepte la thèse du sens commun selon laquelle les états ou événements mentaux diffèrent des états ou événements physiques et peuvent interagir entre eux. Il conforte deux intuitions communes sur l'esprit et le corps :
- l'intuition d’hétérogénéité : l'esprit est une chose d'une nature différente de celle du corps ;
- l'intuition d'interaction : le corps et le monde physique agissent sur l'esprit et l'esprit agit sur le corps.

Dans le vocabulaire de la philosophie classique, on parle de « communication des substances » pour désigner l'interaction entre le corps et l'esprit. Dans le contexte de la philosophie de l'esprit contemporaine, on dit que le dualisme cartésien est interactionniste, par contraste avec le parallélisme, l'occasionnalisme et (dans une moindre mesure) avec l'épiphénoménisme, selon lesquels l'esprit et le corps n'ont pas d'interaction causale. Les arguments de Descartes pour justifier cette position ont été précurseurs de ceux qui ont été avancés au XXe siècle dans la philosophie de l'esprit en faveur du dualisme et contre le matérialisme, notamment les arguments dits « modaux » qui font appel à la possibilité de concevoir les aspects subjectifs de la conscience séparément du corps.
D'après Pascal Engel, on peut expliquer le point de départ de cette forme de dualisme en se référant aux trois propositions suivantes :
- les états mentaux sont distincts des états physiques ;
- les états mentaux peuvent être la cause de mouvements physiques ;
- les mouvements physiques ne peuvent être causés que par des états physiques.

Le dualisme de Descartes consiste à affirmer la pertinence des deux premières propositions et à rejeter la troisième.

### Conception séparée des substances
Pour établir une distinction de nature entre les états mentaux relevant de l'activité de l'esprit et les états physiques se réalisant dans le corps, Descartes se livre à un raisonnement de type « modal » dans ses Méditations métaphysiques (1641). Alors que, à la suite du doute radical, il n'est encore certain de rien d'autre que de l'existence de lui-même, il affirme qu'il lui est possible de concevoir que son corps n'existe pas. En revanche, il ne peut pas, de manière cohérente, considérer que sa pensée n'existe pas. Par conséquent, et comme il l'affirme dans la sixième Méditation, puisqu'« […] il suffit que je puisse concevoir clairement et distinctement une chose sans une autre, pour être certain que l'une est distincte ou différente de l'autre […] », il est possible de considérer que l'esprit et le corps sont distincts et qu'il existe donc au moins deux substances, celle qui compose l'esprit et celle qui compose le corps. Pour Descartes, une substance est ce qui peut exister en soi et par soi, et n'a besoin d'aucune autre chose pour exister. L'esprit est une substance immatérielle et indivisible, tandis que le corps est une substance matérielle et divisible à l'infini. Tous deux sont donc concevables séparément.

### Problème spécifique de l'interaction
Le problème qui se pose dès lors est celui de l'interaction entre l'esprit et le corps. Descartes affirme non seulement qu'il existe un dualisme des substances, mais aussi que l'esprit peut agir sur le corps. Plus précisément, il soutient que les états mentaux ont une efficacité causale sur les états physiques. C'est la thèse interactionniste : des états mentaux causent des états physique et vice-versa. Or, cette interaction pose problème : comment, en effet, des entités mentales, conçues comme immatérielles, non étendues dans l'espace, peuvent-elles avoir la moindre possibilité d'action sur des entités physiques ? C'est ce problème qui va perdurer et continuer à se poser dans le cadre de la philosophie de l'esprit.
La réponse apportée par Descartes lui-même a paru peu satisfaisante : l'esprit et le corps constituent ensemble une substance à part entière et la glande pinéale est le lieu où réside, dans le cerveau, le point de contact entre les états mentaux et les états physiques.

### Reformulations du dualisme cartésien
Parmi les défenseurs contemporains d'un certain dualisme cartésien, reformulé par leurs soins, il faut compter l'épistémologue évolutionniste viennois Karl Popper, et le philosophe théiste Richard Swinburne.
Karl Popper écrit dans son autobiographie en 1974 : « Je pense que j'ai toujours été un dualiste cartésien, bien que j'aie toujours regretté que l'on parle de "substances" ; et sinon dualiste, certainement davantage porté au pluralisme qu'au monisme ». Popper soutient que les « états mentaux » sont le produit de l'évolution de la vie, et devraient être rapportés à la biologie plutôt qu'à la physique, ce en quoi il s'oppose au physicalisme. Il pense que les états de conscience sont à la fois « étroitement liés aux états du corps », et impossibles à nier dans leur spécificité.

## Critiques et théories alternatives

### Critique de l'argument modal
Parmi les critiques que l'on a adressées à Descartes, il y a tout d'abord celle qui consiste à lui reprocher d'avoir tiré de prémisses épistémologiques (nous pouvons concevoir de manière claire et distincte notre esprit indépendamment de notre corps) une conclusion ontologique, à savoir la dualité de la « chose pensante » (l'âme) et de la « chose étendue » (le corps). C'est ce qu'on appellera plus tard l'« argument modal », en référence à la logique modale qui intègre la notion de possibilité dans sa formulation. On qualifiera dès lors cette conception de « dualisme ontologique » de l'esprit et du corps et de « dualisme des substances » corps-esprit, par contraste avec un dualisme simplement épistémologique concernant la façon différente d'appréhender le corps et l'esprit.

### Théorie de l'identité psychophysique
À la suite du développement des neurosciences et des sciences du comportement, les positions qui se sont développées quant au problème corps-esprit au XXe siècle sont devenues très majoritairement opposées au dualisme cartésien, dans le cadre de ce qu'il est convenu d'appeler le matérialisme. L'ensemble des positions matérialistes concernant ce problème souscrivent au postulat de l'identité psychophysique.
Dans un premier temps, le mouvement qui a connu son heure de gloire dans les années 1940 et 1950, le béhaviorisme logique, a établi une identité entre des types d'états mentaux et des types ou dispositions au comportement (Hempel, Ryle). Ryle, en particulier, s'est érigé contre le dualisme cartésien en dénonçant le mythe du « fantôme dans la machine », mythe qui serait sous-jacent au dualisme des substances. Mais les limites des analyses béhavioristes de Ryle et des autres ont conduit au développement de théories qui ont choisi d'autres voies que l'analyse sémantique. Le postulat de l'identité psychophysique a été repris par des philosophes dont la référence principale était constituée par les sciences du cerveau. En effet, les débuts des neurosciences et de l'imagerie cérébrale ont montré qu'il était possible d'identifier certains états mentaux à des processus neuronaux. U. T. Place, J. J. C. Smart puis D. M. Armstrong ont alors postulé dans les années 1950 et 1960 un rapport d'identité entre l'esprit et le cerveau, plus précisément, entre les états mentaux et les états physiques du cerveau, à l'exact opposé du rapport de dualité affirmé par Descartes entre les substances du corps et de l'esprit.

### Dennett et la critique du « matérialisme cartésien »
Selon le philosophe Daniel Dennett, la conception cartésienne d'un sujet désincarné continue encore d'influencer notre représentation de la conscience et de nous-mêmes, bien que le dualisme des substances en tant que doctrine métaphysique ait été largement abandonné. Le principal descendant actuel de cette conception cartésienne de la vie mentale est ce qu'il appelle le modèle du « théâtre cartésien » de l'esprit. Cette conception de la vie mentale tendrait à caractériser l'expérience consciente comme un point de vue unifié fonctionnant à la manière d'une sorte de spectateur désincarné. D'après Dennett, il n'existe pas dans le cerveau de scène ou de point ultime pouvant être identifié comme étant le lieu de la conscience, à l'image de la glande pinéale de Descartes d'où partaient et où arrivaient les « esprits animaux » (processus cérébraux en interaction avec l'esprit). Dennett appelle « matérialisme cartésien » la croyance en l'existence d'un tel lieu dans le cerveau. Cette forme de dualisme serait encore prégnante dans les conceptions contemporaines de l'esprit tel que le computationnalisme et les théories non-réductionnistes de l'esprit telles que celles de John Searle, Saul Kripke ou encore David Chalmers.

### Damásio: « l'erreur de Descartes »
En neurologie, dans les années 1990, António Damásio a proposé une critique du dualisme attribué à Descartes, à partir de l'analyse des émotions. Damásio préfère l'approche spinoziste, qui, selon lui, ne séparerait pas strictement l'esprit et le corps.

### Critiques en rapport avec la crise écologique
Selon le théologien orthodoxe Jean-Claude Larchet, le christianisme, avec notamment Irénée de Lyon, en développant une conception unifiée de l'être humain, avait rejeté le dualisme platonicien et ses avatars gnostiques des tout premiers siècles. Dans le sillage du rationalisme serait réapparu, avec Descartes, un dualisme âme-corps. Le corps appartenant à la nature, la séparation entre l'âme et le corps aurait eu un effet sur la relation de l'homme avec la nature, rendant l'homme moins proche et moins solidaire de celle-ci, la percevant comme une réalité extérieure à ce qu'il est.
Le théologien Fabien Revol, dans son commentaire de l'encyclique Laudato si' du pape François, voit dans la philosophie mécaniste de Descartes la racine historique de la crise écologique que nous traversons aujourd'hui. En effet, d'après la distinction cartésienne du corps et de l'esprit, le corps est une « res extensa » (chose étendue) dépourvue d'esprit, définie par ses seules mesures physiques. Il devient alors possible aux hommes d'appliquer des lois mathématiques pour transformer la nature, procédé par lequel ils se rendent « comme maîtres et possesseurs de la nature », avec l'illusion d'une disponibilité infinie des biens de la planète. Les hommes auraient ainsi été poussés à surexploiter les ressources naturelles.
Vittorio Hösle soutient également ce point de vue : il pense que la rupture entre l'homme et la nature s'est pleinement réalisée avec Descartes par l'établissement d’un rapport d'opposition entre la res cogitans (chose pensante) et la res extensa (chose étendue). « [Ce] divorce, dit Hösle, va servir de fondement aux sciences modernes de la nature ». Cette vision dualiste de la relation homme-nature constitue l'aboutissement d'un processus qui va dans le sens d'une tendance de la subjectivité à s'élever au-dessus du monde.
Hans Jonas, dans Le Phénomène de la vie, vers une biologie philosophique, dénonce de son côté le caractère inintelligible de la conception cartésienne de la vie : « Le dualisme cartésien laissa la spéculation sur la nature de la vie dans une impasse : si intelligible que devint, selon les principes de la mécanique, la corrélation de la structure et de la fonction à l'intérieur de la res extensa, celle de la structure accompagnée de fonction avec le sentiment ou l'expérience (modes de la res cogitans) fut perdue dans la séparation et par là le fait de la vie lui-même devint inintelligible au moment même où l'explication de son effectuation temporelle semblait assurée.».